# Loupershouse
Loupershouse là một xã trong vùng hành chính Lothringen, thuộc tỉnh Moselle, quận Sarreguemines, tổng Sarreguemines-Campagne. Tọa độ địa lý của xã là 49° 04' vĩ độ bắc, 06° 54' kinh độ đông. Loupershouse nằm trên độ cao trung bình là 203 mét trên mực nước biển, có điểm thấp nhất là 225 mét và điểm cao nhất là 291 mét. Xã có diện tích 7,73 km², dân số vào thời điểm 1999 là 893 người; mật độ dân số là 115 người/km².

## Thông tin nhân khẩu
| 1962 | 1968 | 1975 | 1982 | 1990 | 1999 |
| ---- | ---- | ---- | ---- | ---- | ---- |
| 776  | 776  | 826  | 853  | 850  | 893  |